# Acuerdo de los Siete Puntos
El Acuerdo de los Siete Puntos fue el primer tratado entre la OLP y el Reino de Jordania para negociar el estado legal de los guerreros palestinos en Jordania. Debido a la derrota árabe en la Guerra de los Seis Días en junio de 1967 las Fuerzas Armadas Reales Jordanas se encontraban en un crisis de moral, cuando las facciones armadas de la OLP se volvían progresivamente más agresivas. Entonces, los militantes palestinos comenzaron a recaudar impuestos, y establecer un micro-estado palestino en el reino. Además estalló la batalla de Karame, en marzo de 1968, la que añadió confidencia a ambos OLP y FARJ, la tensión solo aumentaba. En noviembre, bajo la presión egipcia y de la Liga Árabe, Hussein de Jordania y Yasir Arafat de la OLP encontraron la forma de poner fin a las hostilidades. El acuerdo obligó a los miembros de ambos grupos las siguientes prohibiciones:
- Pasear por las ciudades armados o llevando sus uniformes.
- Parar y registrar vehículos de civiles jordanos.
- Competir contra las Fuerzas Armadas Reales de Jordania por reclutas.
- Andar por las calles sin identificación jordana.
- Conducir vehículos sin placas de permiso jordanas.

y también:
- Crímenes que perpetran palestinos deberían ser investigados por las autoridades jordanas.
- Desacuerdos entre el reino y la OLP deberían ser negociados por un consejo conjunto de delegados formados por miembros de ambos partidos.

Los guerreros palestinos pasaron por alto el acuerdo y continuaron violándolo. En febrero de 1970 el rey Hussein de Jordania ordenó el Edicto de los Diez Puntos, que era casi idéntico al acuerdo previo. Entonces FARJ y los guerreros de la OLP lucharon en las calles de Amán y 300 personas fueron asesinadas. La violencia continuaba hasta los sucesos de Septiembre Negro, la guerra civil jordana. Un acuerdo similar al firmado en El Cairo el 27 de septiembre de 1970, y poco después uno más duro en el 31 de octubre. Pero el efecto de todos los acuerdos entre ambos lados fue menos importante que la derrota de la OLP en las batalles de septiembre de 1970, y la expulsión de sus guerreros hacía el Líbano hasta el fin de 1971.